# 무성 치경 파열음
무성 치경 파열음(無聲齒莖破裂音)은 자음의 하나로 이나 잇몸에서 조음되는 무성 파열음이다.

## 특징
- 조음 방법은 조음기관 내의 공기의 흐름을 차단하여 만드는 파열음이다.
- 혀를 치조나 그 주변에 대는 치조음이다.
- 조음할 때 성대가 울리지 않는 무성음이다.
- 코와 입을 통하여 공기가 빠져나가는 구강음이다.
- 기류가 혀 옆이 아니라 중앙으로 빠져나가는 중설음이다.
- 발성 방법은 인후나 입이 아니라 폐로부터 발성기관으로 공기가 빠져나가는 폐장기류음이다.

## 발음의 예
- 한국어: 첫음절 첫소리에서 /i, j/ 앞에 오지 않는 ㄷ·ㅌ·ㄸ과[1] 무성음 받침(ㄱ, ㄷ, ㅂ) 뒤에 오는 ㄷ에서 이 소리가 난다. 첫음절 첫소리 ㅌ은 유기음, ㄸ은 경음이다.
- 일본어: 'た(タ), て, と의 첫소리와 t, d, n 앞에 오는 '[っ](ッ)'에서 이 소리가 난다.
- 영어·세르보크로아트어·아이슬란드어·덴마크어를 제외한 유럽의 언어: 묵음과 소리가 바뀌는 것은 제외한 t에서 이 소리가 난다.
- 영어: /θ, ð/로 발음되는 th와 묵음이 되는 t를 제외한 모든 t에서 이 소리가 난다.
- 덴마크어, 좡어: d에서 이 소리가 난다.
- 아이슬란드어: /l, n/과 /g, n, l, k, s/ 사이가 아닌 d와 모든 t에서 이 소리가 난다. /l, m, n/ 앞의 t는 선유기음이다.
- 세르보크로아트어: 키릴 문자 표기의  т, 라틴 문자 표기의 t에서 이 소리가 난다.
- 소말리어, 우즈베크어, 베트남어, 말레이어, 타갈로그어, 나와틀어: t에서 이 소리가 난다.
- 표준 중국어, 광둥어, 눠쑤어, 하카어: 병음 t와 d에서 이 소리가 난다. 첫소리 t는 유기음이다.
- 차오저우어: 백화자의 t와 th, 펭임식 로마자 표기의 d와 t에서 이 소리가 난다. 첫소리에서 백화자의 th와 펭임식 로마자 표기의 t는 유기음이다.
- 아랍어: ت ,ط에서 이 소리가 난다. ط는 강세음이다.
- 롬어: 범(凡) 블라흐 라틴 문자 표기의 t와 th에서 이 소리가 난다. th는 유기음이다.
- 러시아어, 추바시어, 키르기스어: т에서 이 소리가 난다.
- 태국어: ฏ, ฐ, ฒ, ต, ถ, ท, ธ의 첫소리에서 이 소리가 난다. 첫소리 ฐ, ฒ, ถ, ท, ธ는 유기음이다.
- 총가어: t, th, tw, thw, ty, thy에서 이 소리가 난다. th는 유기음, tw는 순음화, thw는 순음화 유기음, ty는 구개음화, thy는 구개음화 유기음이다.
- 서부 크리어: 크리 음절 문자 표기의 ᑌ, ᑎ, ᑐ, ᑕ, ᑏ, ᑑ, ᑖ와	ᐟ, 라틴 문자 표기의 t에서 이 소리가 난다.